# Dotzheimer Straße
Die Dotzheimer Straße ist eine westliche Ausfallstraße der hessischen Landeshauptstadt Wiesbaden. Auf fast der kompletten Länge verfügt sie über Baumbepflanzung auf beiden Straßenseiten. Namensgeber ist der heutige Stadtteil Dotzheim, der durch die Straße mit Wiesbaden verbunden wird. Im Abschnitt Bismarckring-Schwalbacher Straße ist sie eine Einbahnstraße in östliche Richtung.

## Straßenverlauf
Die Dotzheimer Straße beginnt in dem rechtwinklig angelegten Straßennetz der Wiesbadener Innenstadt als Verlängerung der Luisenstraße nach Westen und als Querstraße zur Schwalbacher Straße (50° 4′ 44,2″ N, 8° 14′ 11,3″ O). Hier liegen das Luisenforum und die Elly-Heuss-Schule, letztere mit ihrer Mensa in der ehemaligen nassauischen Militärschule (Dotzheimer Straße 3). Der Verlauf nach Dotzheim ist geradlinig und stetig aus dem Talkessel der Innenstadt ansteigend. 
Die ersten rund 500 Meter bis zur Kreuzung mit dem Bismarckring ist die Straße seit Jahrzehnten als Einbahnstraße Richtung Innenstadt ausgelegt mit einer Fahrspur und einer Busspur. Die Nordseite mit den Hausnummern 3 bis 43 zählen zum Ortsbezirk Westend und die Hausnummern 6 bis 50 auf der Südseite sind Teil des Ortsbezirks Mitte.
Ab Bismarckring ist die Dotzheimer Straße mit zwei Fahrstreifen in jeder Richtung ausgebaut. Bis zur Kreuzung mit dem Zweiten Ring, hier dem Loreleiring, folgen die Hausnummern 49 bis 93 auf der Nordseite und 52 bis 114 auf der Südseite, wobei die Nordseite bis zur Kreuzung mit der Klarenthaler Straße (Hausnummer 65) noch Teil des Ortsbezirks Westend ist. Alle anderen Häuser liegen im Ortsbezirk Rheingauviertel. 
Die Dotzheimer Straße endet mit den Hausnummern 173 (Nordseite) und 184 (Südseite) an der Gemarkungsgrenze zwischen Wiesbaden und Dotzheim. Hier liegt die Kreuzung mit Holzstraße und Carl-von-Linde-Straße (50° 4′ 34,2″ N, 8° 12′ 27,6″ O). Die Verkehrsführung setzt sich in Dotzheim mit einem Linksbogen in der Ludwig-Erhard-Straße fort, als südliche Ortsumfahrung von Dotzheim. In Geradeausrichtung wird die Dotzheimer Straße mit der Wiesbadener Straße verlängert, die nach dem Bahnhof Wiesbaden-Dotzheim steil in den Ortskern von Dotzheim hinabführt.

## Geschichte
Die Wegverbindung zwischen Dotzheim und Wiesbaden wurde vor dem Bau der Dotzheimer Straße durch den Alten und Neuen Dotzheimer Weg hergestellt, letzterer war um 1701 erbaut worden. 1818 wurde zwischen den beiden Wegen die Dotzheimer Straße angelegt und zwischen 1834 und 1838 als Chaussee ausgebaut. Gemeinsam mit dem Bau der Emser Straße löste dies ab 1840 die Entwicklung des Westends aus. Gegen Ende des 19. Jahrhunderts war die Straße von Mietskasernen, Lagerflächen und Lagerhallen, Gärtnereien und schließlich auch Tankstellen geprägt. Wo die heutige Elly-Heuss-Schule an die Dotzheimer Straße grenzt, befand sich von 1866 bis 1911 in der ehemaligen nassauischen Militärschule das Militärkasino der Infanterie-Kaserne. 1904 wurde seitlich der Straße der Güterbahnhof Wiesbaden West eröffnet. Im Laufe des 20. Jahrhunderts wurden die Baulücken entlang der Straße geschlossen.
Während des Zweiten Weltkriegs wurde 1942 bei der Hausnummer 17 ein Lager für sowjetische Kriegsgefangene eingerichtet.
Die Dotzheimer Straße hat große Bedeutung für den Nahverkehr in Wiesbaden. Im August 1906 wurde die Linie 7 der Straßenbahn Wiesbaden eröffnet, die Dotzheim über den damals Boseplatz genannten Platz der Deutschen Einheit mit Bierstadt verband. Nach dem Zweiten Weltkrieg wurde sie wieder in Betrieb genommen, allerdings 1948 außer Betrieb genommen. Auf der Dotzheimer Straße verkehrte fortan eine Obuslinie nach Biebrich, seit 1961 sind nur noch Busse im Einsatz, die zum Großteil von der ESWE betrieben werden.
Während Bauarbeiten entlang der Dotzheimer Straße wurden mehrere historische Funde gemacht. So wurden ein merowingisch-fränkisches Grabfeld an der unteren Dotzheimer Straße sowie mehrere römische Münzen entdeckt. Beim Bau des Saalbaus „zur schönen Aussicht“ kam zusammen mit mehreren Gräbern ein römischer Steinsarg mit Skelett und Glasbecher zum Vorschein.
Im Mai 2013 wurden Pläne einer Stadtbahn Wiesbaden verworfen. Diese sollte die Dotzheimer Straße zwischen der Kreuzung mit der Klarenthaler Straße und dem  östlichen Ende am Luisenforum befahren.